# Alexandre Boucheix
Pour les articles homonymes, voir Boucheix.
Alexandre Boucheix, né le 13 novembre 1991, connu sous le pseudonyme Casquette Verte, est un coureur d'ultra-trail français.

## Biographie
Alexandre Boucheix est parisien. Il débute la course à pied alors qu'il est président du bureau des étudiants de son école de commerce et peu satisfait de sa forme sportive. À l'époque, il est fumeur. Il tire une casquette verte de ses accessoires de soirées étudiantes et en fait son accessoire quotidien. Lors de son premier emploi, il rencontre un collègue qui court le week-end au bois de Vincennes et le rejoint : c'est sa découverte du trail.
Depuis, il court toujours avec une casquette verte, ce qui lui vaut le surnom « Casquette Verte ». Il est chef de projet informatique pour JC Decaux et se rend quotidiennement au travail en courant à travers Paris. Il s'entraîne environ 20 heures par semaine ou deux à trois heures par jour, sans plan d'entraînement particulier, environ vingt à trente kilomètres par jour,. Il estime cependant avoir une hygiène de vie déplorable, ne refusant jamais une bière.
Au printemps 2015, il participe au semi-marathon puis au marathon de Paris pour la première fois. En décembre de la même année, il participe à sa première SaintéLyon, qu'il termine en 10h 51min 53s entre la 3000e et la 4000e place. Après cette course, il décide de prendre la discipline au sérieux.
En 2019, il court son premier Ultra-Trail du Mont-Blanc et abandonne aux 123 km après avoir été victime d'une fracture au cinquantième kilomètre.
La même année il remporte pour la première fois la LyonSaintéLyon qu'il remportera 3 années consécutives (2019, 2021 et 2022, l'édition 2020 ayant été annulée à cause de la pandémie de la covid-19).
En 2022, il remporte l'Ultra01 et l'Ultratour des 4 massifs.
Cette même année, il obtient son meilleur classement (18e) sur l'Ultra-Trail du Mont-Blanc. En 2023, il termine 21e et 48e en 2024.
Il est sponsorisé par Salomon, qui lui fournit notamment des chaussures, qu'il change chaque mois. Il affirme payer jusqu'à 15 000 € par an de sa poche pour ses courses et son entraînement. Ce financement lui vient de son sponsor ainsi que de sa popularité d'influenceur sur les réseaux sociaux, une présence qui crée un conflit avec son sponsor. Sur les réseaux sociaux, il finit chaque entraînement quotidien avec une photo de ses pieds, une capture d'écran des statistiques de sa course de la journée et une photo d'une casquette verte. Il débriefe aussi ses courses sur sa chaîne Twitch,.

### Publication
Alexandre Boucheix écrit le livre On m’appelle Casquette Verte, publié en 2025.

### Vie privée
Il est marié à Charlotte Boucheix. Le 30 juillet 2024, il annonce la naissance de leur fils sur Instagram. 

## Palmarès

### 2022 à 2024
| no  | masculin          | Course                                   | Longueur | Départ            | Temps            |
| --- | ----------------- | ---------------------------------------- | -------- | ----------------- | ---------------- |
| 1er | Médaille d'or     | Tiger Balm Ultra 01                      | 170 km   | 14 juin 2024      | 21 h 20 min 44 s |
| 1er | Médaille d'or     | Volvic Volcanic Experience - VVX         | 226 km   | 10 mai 2024       | 31 h 49 min 8 s  |
| 2e  | Médaille d'argent | Kullamannen by UTMB®                     | 161 km   | 3 novembre 2023   | 15 h 34 min 43 s |
| 2e  | Médaille d'argent | UTMJ - Ultra Trail des Montagnes du Jura | 74 km    | 30 septembre 2023 | 6 h 39 min 17 s  |
| 1er | Médaille d'or     | Tiger Balm Ultra 01                      | 164 km   | 9 juin 2023       | 19 h 19 min 53 s |
| 1er | Médaille d'or     | La Trace des Maquisards de l'Ain         | 100 km   | 18 février 2023   | 9 h 18 min 11 s  |
| 1er | Médaille d'or     | La SaintéLyon (LyonSaintéLyon)           | 156 km   | 3 décembre 2022   | 8 h 15 min 56 s  |
| 1er | Médaille d'or     | Kullamannen by UTMB®                     | 160 km   | 4 novembre 2022   | 15 h 14 min 50 s |
| 1er | Médaille d'or     | UTMJ - Ultra Trail des Montagnes du Jura | 77 km    | 1er octobre 2022  | 7 h 39 min 58 s  |
| 1er | Médaille d'or     | UT4M - Ultratour des 4 massifs           | 174 km   | 22 juillet 2022   | 28 h 28 min 56 s |
| 1er | Médaille d'or     | Ultra 01                                 | 172 km   | 17 juin 2022      | 20 h 35 min 20 s |
| 1er | Médaille d'or     | La Trace des Maquisards de l'Ain         | 79 km    | 19 février 2022   | 7 h 9 min 53 s   |